# 諸井四郎
諸井 四郎（もろい しろう、1869年2月25日〈明治2年1月15日〉 - 1954年〈昭和29年〉）は、武蔵国児玉郡本庄宿（現在の埼玉県本庄市）出身の実業家。西武鉄道の取締役や日本煉瓦製造の会長などを務めた。

## 略歴
中山道で最大の宿場町であった本庄宿（明治22年より児玉郡本庄町）の出身。東諸井家10代目当主である諸井泉衛（1830-1885）は五男二女を授かり、四朗はその四男として生まれた。1900年（明治33年）に東京帝国大学を卒業し、京釜鉄道会社に入社。会計課長となるが、鉄道の国有化にともない退社する（1908年）。東亜製粉会社を組織し社長に就任するも、1925年（大正14年）日本製粉会社と合併してこの会社は消失。その後、西武鉄道会社、秩父鉄道会社、東京毛織会社の取締役を兼務した。1933年（昭和8年）には日本煉瓦製造会社の専務取締役となり、兄である恒平の没後に同会長に就任。85歳で没し、埼玉県の安養院に葬られた。

## 家族・親族
- さく（佐久、母）- 三代・渋沢宗助の二女。
- せき（妻）- 柿沼谷蔵の長女[3]。
- 諸井逸郎（長兄）- 諸井泉衛の長男[4]。
- 諸井恒平（次兄）- 諸井泉衛の二男。東諸井家11代目当主となった。秩父セメントの創設者であり、その長男・貫一は日本経営者団体連盟（日経連）の初代会長を務めた。
- 諸井時三郎（三兄）- 諸井泉衛の三男。夫婦共に書道の大家・西川春洞の門弟であり、春洞門七福神に数えられた。
- 諸井六郎（弟）- 諸井泉衛の五男。外交官となり陸奥条約の改正に尽力した[5]。
- 柿沼正治郞（義弟）- 妻・せきの弟。正治郞の妻は土屋計左右の妹・カイ。
- 小川専助（義弟）- 妻・せきの妹の夫。小川屋の四代目で東京鼈甲問屋組合長などを務めた。

兄弟の中でも最も長く生きた四郎は、弟である六郎の没後『諸井六郎君追悼遺芳録』の中でその性格について色々と語っている。